# Paul Tapponnier (homme politique)
Pour les articles homonymes, voir Paul Tapponnier.
Paul Tapponnier est un homme politique français né le 14 août 1884 à Genève (Suisse) et décédé le 2 novembre 1970 à Collonges-sous-Salève (Haute-Savoie).

## Biographie
Juriste de formation, il est clerc de notaire. Assureur à Collonges-sous-Salève, il est député de la Haute-Savoie de 1919 à 1924, inscrit au groupe de l'Entente républicaine démocratique. Il est secrétaire de la Chambre en 1923.
Il est maire de Collonges-sous-Salève de 1934 à 1941.

### Sources
- « Paul Tapponnier (homme politique) », dans le Dictionnaire des parlementaires français (1889-1940), sous la direction de Jean Jolly, PUF, 1960 [détail de l’édition]